# Dasycladaceae
Famille
Les Dasycladaceae sont l'une des deux familles existantes d'algues vertes de l'ordre des Dasycladales. La plupart de leurs genres sont éteints. Lorsqu'on les trouve dans les calcaires du Paléozoïque, elles indiquent généralement une profondeur de dépôt inférieure à 5 mètres.

## Étymologie
Le nom vient du genre type Dasycladus, dont le préfixe "dasy-", « épais, touffu ; velu, poilu » est dérivé du grec δασέως / daséos, « avec des poils abondants », et est accolé au suffixe "-cladus"; « branche coupée ; rameau », littéralement « doté de rameaux velus ».

## Liste des genres
- †Acicularia
- †Acroporella
- Amicus
- Anatolipora
- Andrusoporella
- Anfractuosoporella
- †Anisoporella
- †Anthracoporella
- †Archaeocladus
- †Atractyliopsis
- Batophora
- †Beresella
- Bornetella
- †Chinianella
- Chloroclados
- †Clavapora
- †Clavaporella
- Connexia
- Cylindroporella
- Cymopolia
- Dasycladus (en)
- Dissocladella
- †Dvinella
- †Endoina
- †Eoclypeina
- Eogoniolina
- †Eovelebitella
- †Epimastopora
- †Euteutloporella
- †Favoporella
- †Fourcadella
- †Genotella
- †Goniolinopsis
- †Gyroporella
- Halicoryne
- Holosporella
- †Imperiella
- †Kantia
- †Kochanskyella
- †Lacrymorphus
- †Macroporella
- †Mizzia
- †Munieria
- †Nanjinoporella
- Neomeris
- †Oligoporella
- †Ollaria
- †Pentaporella
- †Permopora
- †Placklesia
- †Salpingoporella
- †Teutloporella
- †Thailandoporella
- †Uragiella
- †Uragiellopsis
- †Uraloporella
- †Velomorpha
- †Vermiporella
- †Xainzanella
- †Zaporella